# Kocahaliller, Bergama
Kocahaliller là một xã thuộc huyện Bergama, tỉnh İzmir, Thổ Nhĩ Kỳ. Dân số thời điểm năm 2010 là 31 người.